# Open de Nice Côte d’Azur 2014
Open de Nice Côte d’Azur 2014 byl tenisový turnaj pořádaný jako součást mužského okruhu ATP World Tour, který se hrál na otevřených antukových dvorcích areálu Nice Lawn Tennis Club, ležícím na Francouzské riviéře. Konal se mezi 18. až 24. květnem 2014 ve francouzském Nice jako 30. ročník turnaje.
Turnaj s rozpočtem 485 760 eur patřil do kategorie ATP World Tour 250. Nejvýše nasazeným hráčem ve dvouhře byla světová šestka John Isner ze Spojených států.
Singlovou soutěž vyhrála lotyšská turnajová dvojka Ernests Gulbis. Soutěž čtyřhry ovládl pár Martin Kližan a Philipp Oswald.

## Mužská dvouhra

### Nasazení

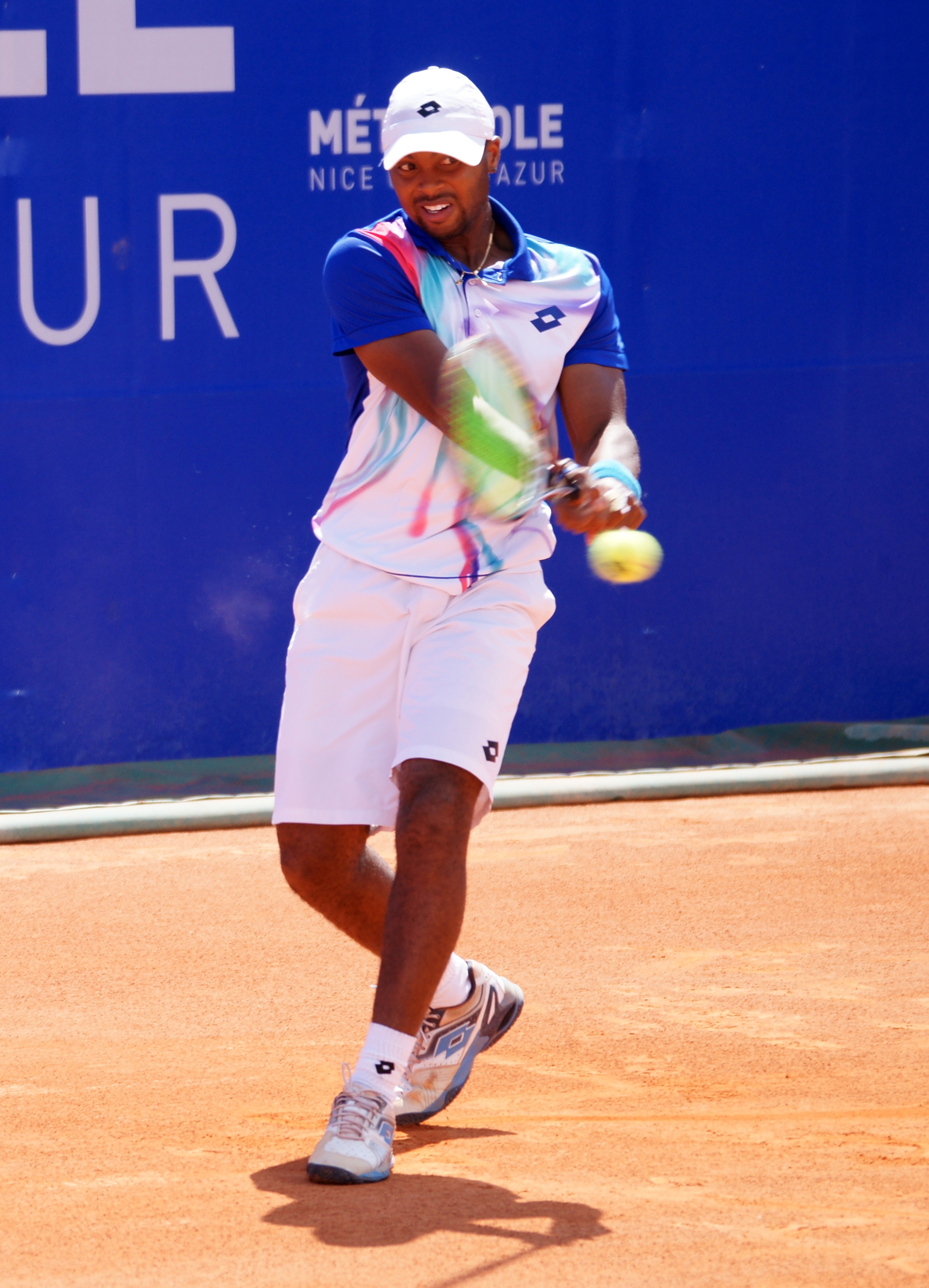
Donald Young

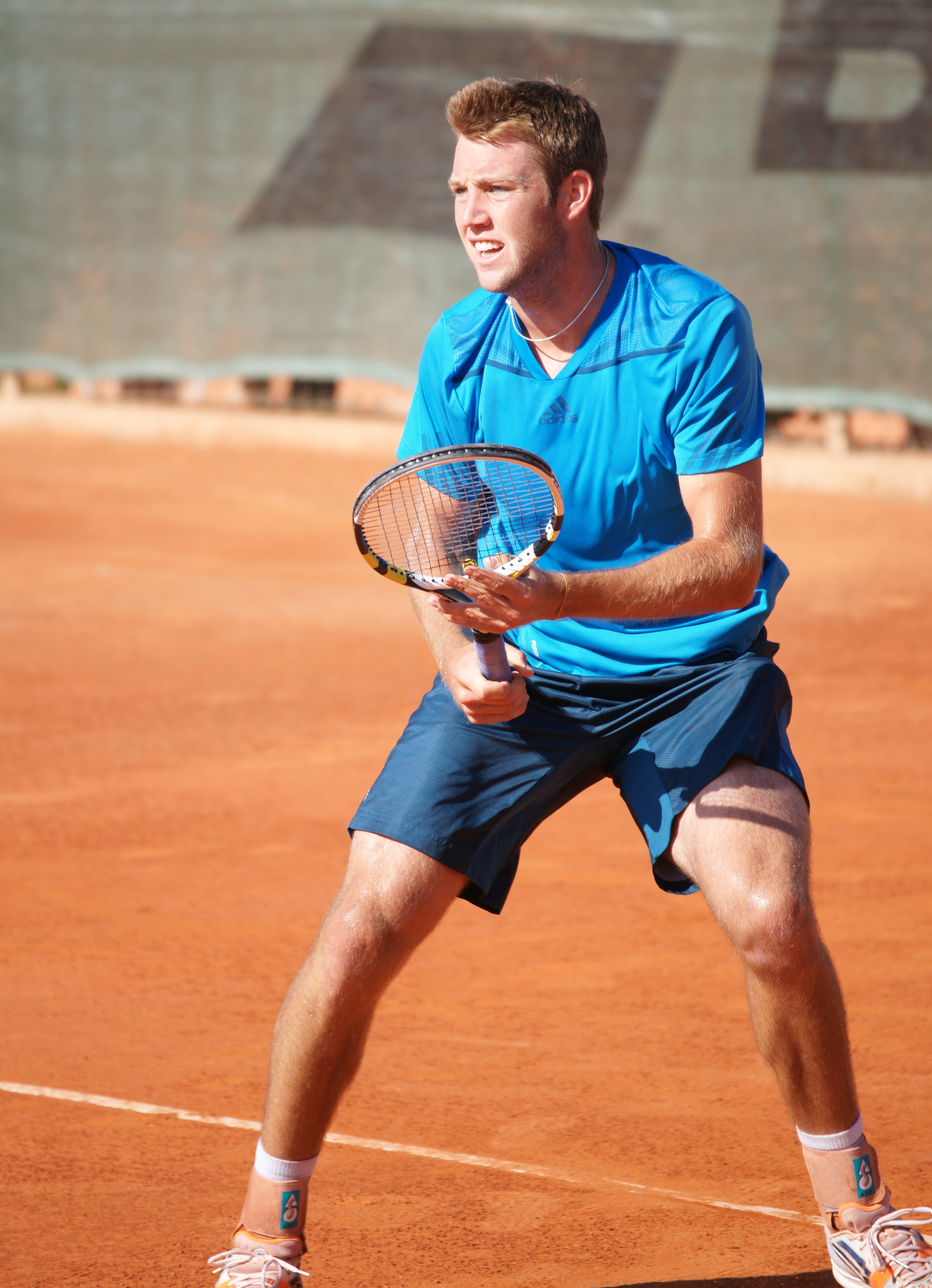
Jack Sock

| Stát                            | Hráč                   | ATP | Nasazení |
| ------------------------------- | ---------------------- | --- | -------- |
| Spojené státy                   | John Isner             | 11. | 1.       |
| Lotyšsko                        | Ernests Gulbis         | 17. | 2.       |
| Francie                         | Gaël Monfils           | 24. | 3.       |
| Francie                         | Gilles Simon           | 30. | 4.       |
| Rusko                           | Dmitrij Tursunov       | 33. | 5.       |
| Francie                         | Nicolas Mahut          | 39. | 6.       |
| Argentina                       | Federico Delbonis      | 44. | 7.       |
| Francie                         | Édouard Roger-Vasselin | 45. | 8.       |
| Žebříček ATP k 12. květnu 2014. |                        |     |          |

### Jiné formy účasti
Následující hráči obdrželi divokou kartu do hlavní soutěže:
- Borna Ćorić
- Gaël Monfils
- Dominic Thiem

Následující hráči postoupili z kvalifikace:
- Leonardo Mayer
- Lucas Pouille
- Jack Sock
- Martin Vaisse
  -  Sam Querrey – jako šťastný poražený

### Odstoupení
před zahájením turnaje
- Guillermo García-López
- Andrej Golubjev
- Gaël Monfils
- Benoît Paire
- Vasek Pospisil
- Milos Raonic

## Mužská čtyřhra

### Nasazení
| Stát                                                                       | Hráč              | Stát         | Hráč                   | ATP | Nasazení |
| -------------------------------------------------------------------------- | ----------------- | ------------ | ---------------------- | --- | -------- |
| Indie                                                                      | Rohan Bopanna     | Pákistán     | Ajsám Kúreší           | 37. | 1.       |
| Nizozemsko                                                                 | Jean-Julien Rojer | Rumunsko     | Horia Tecău            | 50. | 2.       |
| Francie                                                                    | Julien Benneteau  | Francie      | Édouard Roger-Vasselin | 51. | 3.       |
| Spojené státy                                                              | Eric Butorac      | Jižní Afrika | Raven Klaasen          | 61. | 4.       |
| Žebříček ATP k 12. květnu 2014; číslo je součtem umístění obou členů páru. |                   |              |                        |     |          |

### Jiné formy účasti

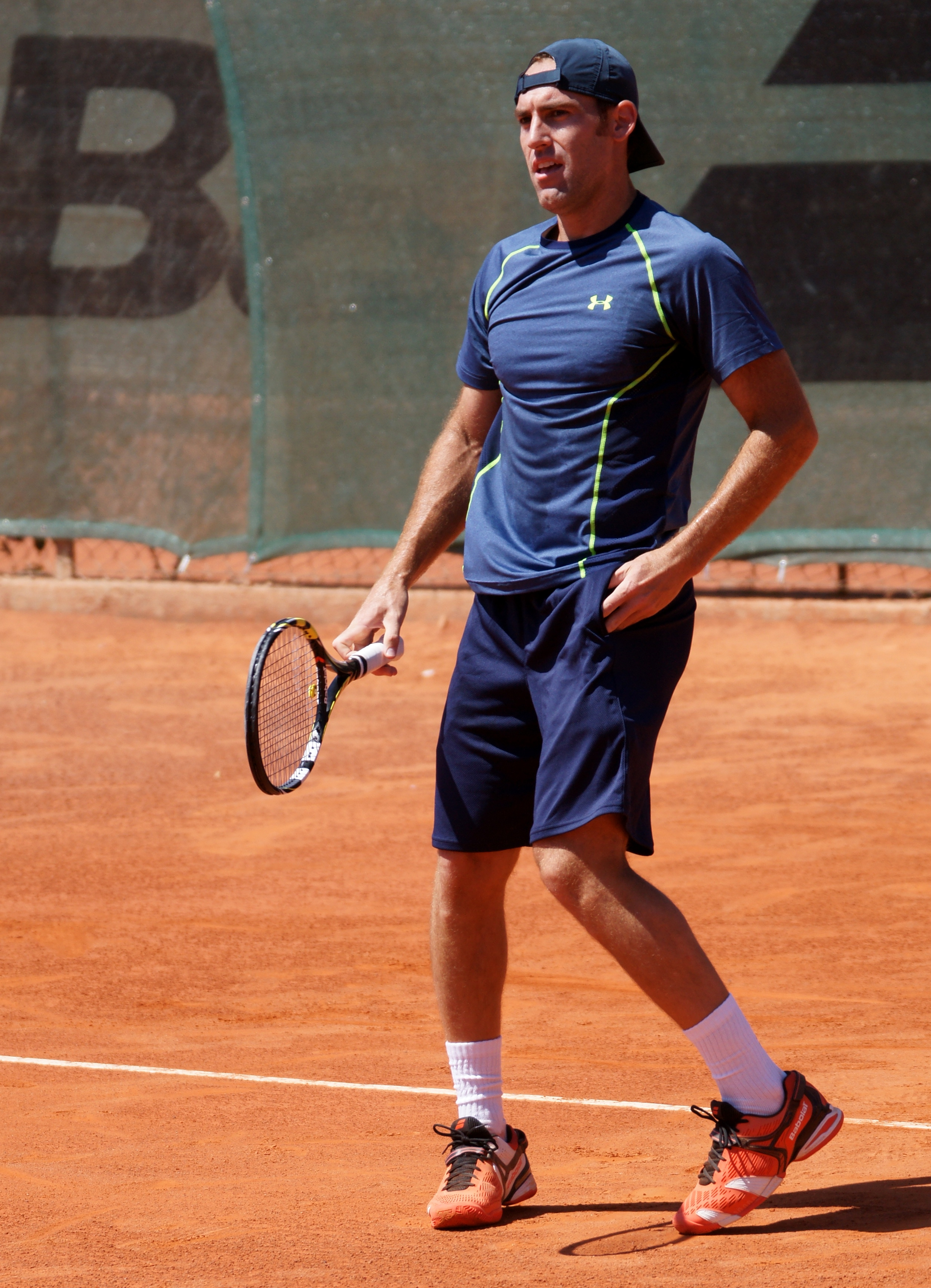
Robby Ginepri

Následující páry obdržely divokou kartu do hlavní soutěže:
- Somdev Devvarman /  Purav Raja
- Lee Hsin-han /  Wang Chieh-fu

## Přehled finále

### Mužská dvouhra
- Ernests Gulbis vs.  Federico Delbonis, 6–1, 7–6(7–5)

### Mužská čtyřhra
- Martin Kližan /  Philipp Oswald vs.  Rohan Bopanna /  Ajsám Kúreší, 6–2, 6–0